# Obereopsis togoensis
Obereopsis togoensis är en skalbaggsart som beskrevs av Stefan von Breuning 1961. Obereopsis togoensis ingår i släktet Obereopsis och familjen långhorningar.
Artens utbredningsområde är Togo. Inga underarter finns listade i Catalogue of Life.